# Witold Lisowski
Witold Michał Lisowski ps. Zarewicz (ur. 20 kwietnia 1922 w Harbinie – zm. 30 września 1944 w Warszawie) – żołnierz Armii Krajowej, uczestnik Powstania warszawskiego. Poległ 30 września 1944 na Żoliborzu.

## Życiorys
Syn Zygmunta i Janiny z domu Sieleckiej (1892-1944). Urodził się w rodzinie ewangelicko-reformowanej w Harbinie, gdzie jego rodzina znalazła się po Rewolucji Bolszewickiej i skąd wróciła do Polski ok. 1936 roku.  
Był członkiem 5 Warszawskiej Drużyny Harcerskiej im. Henryka Dąbrowskiego przy Gimnazjum im. Joachima Lelewela. Działał w drużynie Grup Szturmowych GS-CR-100 w Hufcu „Centrum” Szarych Szeregów. Był członkiem sekcji III kierowanej przez Huberta Lenka „Hubert”. Po aresztowaniu „Huberta” przez Gestapo po akcji pod Arsenałem 26 marca 1943, sekcja została zawieszona, zaś Lisowski przez własne kontakty przeszedł do oddziału AK na Żoliborzu.
Od czerwca 1942 żołnierz Armii Krajowej. Skierowany na kurs Szkoły Podchorążych Rezerwy Piechoty „Agrikola”, który ukończył w stopniu kaprala podchorążego. W Obwodzie Żoliborz został włączony w skład oddziału dywersyjnego Kedywu DB-17. Był dowódcą drużyny w plutonie 229 w ramach 9 kompanii dywersyjnej Obwodu Żoliborz AK. Za działalność dywersyjną odznaczony 29 lipca 1944 Krzyżem Walecznych.
Od 1 sierpnia 1944 uczestniczył w powstaniu warszawskim w Zgrupowaniu „Żniwiarz”. Wobec niedotarcia na zgrupowanie dowódcy, objął stanowisko dowódcy plutonu 229. 28 września 1944 rozkazem dowódcy AK nr 34 awansowany do stopnia podporucznika czasu wojny. Poległ 30 września w walce o domy przy ul. Krasińskiego 10. Pochowany na cmentarzu Powązki Wojskowe w Warszawie (kwatera A28-6-26).
Z rozkazu dowódcy 8 Dywizji Piechoty AK z dnia 30 września 1944 został pośmiertnie odznaczony Krzyżem Srebrnym Orderu Wojennego Virtuti Militari (nr krzyża 12848), Krzyżem Walecznych po raz drugi, oraz Srebrnym Krzyżem Zasługi z Mieczami.
W trakcie Powstania Warszawskiego zginęły także jego matka i siostra.